# Ostfildern
Ostfildern ist eine Stadt in Baden-Württemberg, direkt südöstlich der Landeshauptstadt Stuttgart.
Die erst 1975 im Rahmen der Gebietsreform entstandene Stadt hatte bei ihrer Gründung mehr als 20.000 Einwohner. Daher wurde sie zum 1. Juli 1976 zur Großen Kreisstadt erklärt. Heute ist sie nach Esslingen am Neckar, Filderstadt, Nürtingen, Kirchheim unter Teck und Leinfelden-Echterdingen die sechstgrößte Stadt des Landkreises Esslingen und gehört zum Mittelbereich Esslingen innerhalb des Oberzentrums Stuttgart. Sie gehört zur Region Stuttgart (bis 1992 Region Mittlerer Neckar) und zur europäischen Metropolregion Stuttgart.

## Geographie

### Geographische Lage

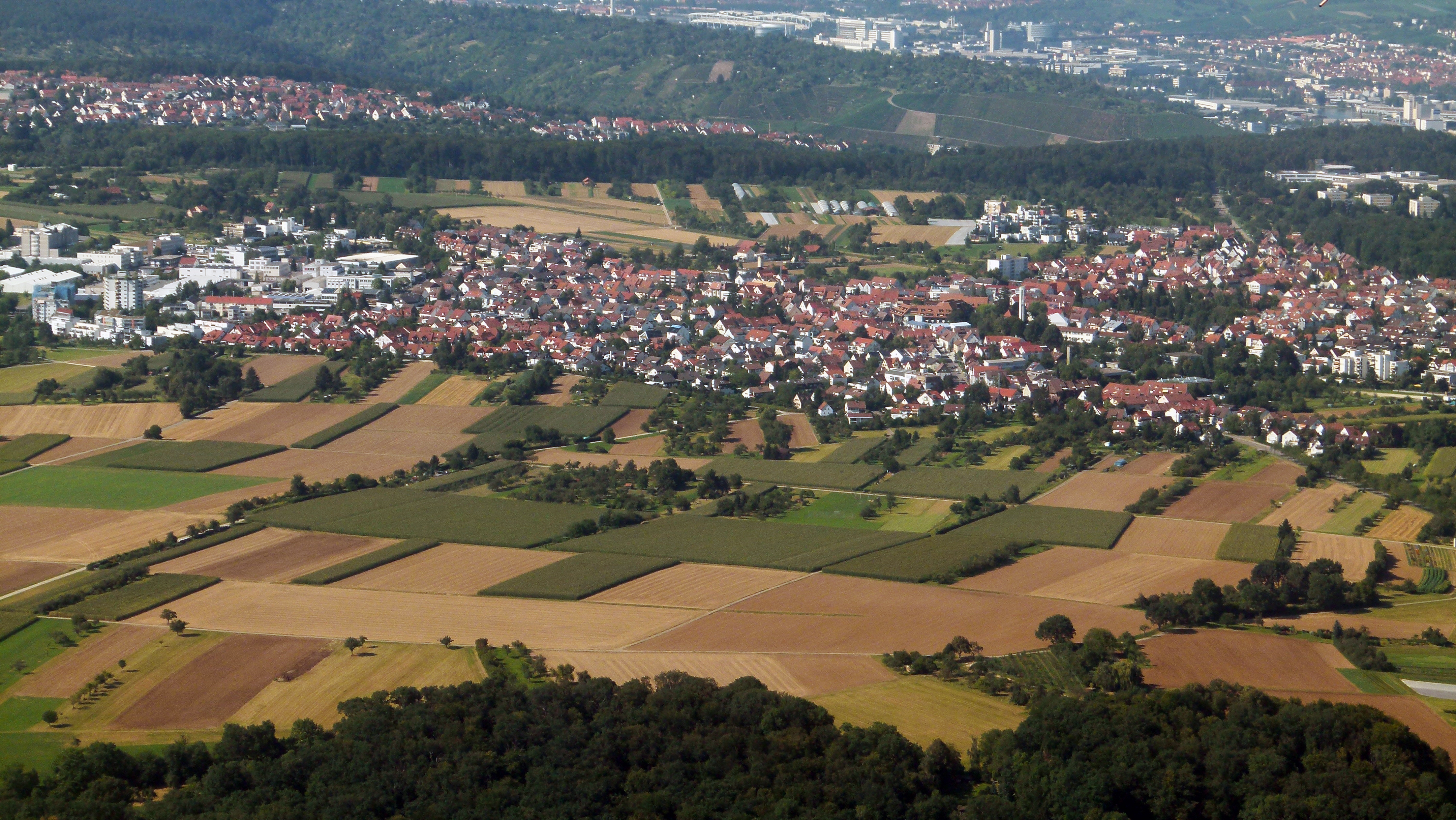
Blick von Süden auf Ostfildern-Ruit vom Flugzeug

Ostfildern liegt im Osten der Landschaft Filder, einer fruchtbaren Hochebene südlich von Stuttgart. Diese Lage gab der Stadt ihren Namen, der wortverwandt mit Gefilde ist.

### Gewässer
Im Süden der Gemarkung fließt die Körsch mit ihren nördlichen Nebenbächen dem Neckar entgegen. Weitere kleinere Gewässer sind der Krähenbach, welcher vom Scharnhauser Park aus über Scharnhausen in die Körsch mündet, der Klingenbach, der Höfelbach, der Ramsbach, der Auener Bach, der Rohrbach sowie der Katzenbach.

### Nachbargemeinden
| Stuttgart |                           | Esslingen am Neckar |
|           | Kompass                   |                     |
| Stuttgart | Neuhausen auf den Fildern | Denkendorf          |

An die Stadt Ostfildern grenzen reihum die folgenden Kommunen: Die Kreisstadt Esslingen am Neckar im Nordosten, die Gemeinde Denkendorf im Südosten, die Gemeinde Neuhausen auf den Fildern im Süden, alle drei im Landkreis Esslingen, sowie die kreisfreie Stadt Stuttgart im Südwesten und Nordwesten.

### Stadtgliederung
Das Stadtgebiet Ostfildern besteht aus den vier Gemarkungen Kemnat, Nellingen, Ruit sowie Scharnhausen. Im Stadtgebiet gibt es die sechs Stadtteile Kemnat, Nellingen, Parksiedlung, Ruit, Scharnhausen und Scharnhauser Park. Darüber hinaus gibt es weitere räumlich getrennte Wohnplätze mit eigenem Namen, die aber nur sehr wenige Einwohner haben. Hierzu gehören Stockhausen, die Neumühle und der Kemnater Hof in Kemnat sowie die Wörnitzhäuser Mühle in Nellingen.
Der Stadtteil Scharnhauser Park entstand erst in den 1990er Jahren. Bis März 2006 gab es nur vier Stadtteile, die Parksiedlung und der Scharnhauser Park gehörten zu Nellingen.

### Flächenaufteilung
Nach Daten des Statistischen Landesamtes, Stand 2014.

## Geschichte

### Geschichte von Ostfildern
Die Gemeinde Ostfildern entstand am 1. Januar 1975 durch den Zusammenschluss der ehemals selbständigen altwürttembergischen Gemeinden Nellingen auf den Fildern, Ruit auf den Fildern, Kemnat und Scharnhausen, die seit der Kreisreform während der NS-Zeit in Württemberg dem Landkreis Esslingen angehören. Im Hochmittelalter lag das Gebiet im Herzogtum Schwaben und seit 1806 im Königreich Württemberg. Nach dem Zweiten Weltkrieg wurden die Orte auf den Fildern Teil der Amerikanischen Besatzungszone und gehörten somit zum 1945 von der US-amerikanischen Militärregierung neu gegründeten Land Württemberg-Baden, das 1952 im jetzigen Land Baden-Württemberg aufging.
Mit Wirkung vom 1. Januar 1976 erhielt die neue Gemeinde das Stadtrecht und ein halbes Jahr später wurde sie am 1. Juli 1976 von der baden-württembergischen Landesregierung zur Großen Kreisstadt erklärt. Inzwischen wurde die ehemals von der US-Armee genutzte Kaserne Nellingen Barracks mit dem Flugplatz Nellingen im Zentrum der Stadt neu besiedelt. Dadurch entstand der neue Stadtteil Scharnhauser Park.
2002 war Ostfildern Gastgeber der Landesgartenschau Baden-Württemberg, die im neuen Stadtteil Scharnhauser Park stattfand.

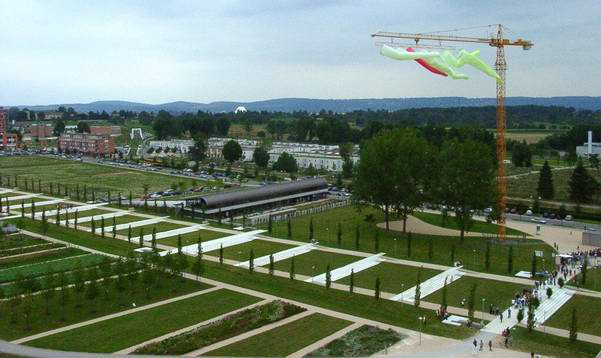
Scharnhauser Park bei der Landesgartenschau 2002

### Geschichte der Stadtteile

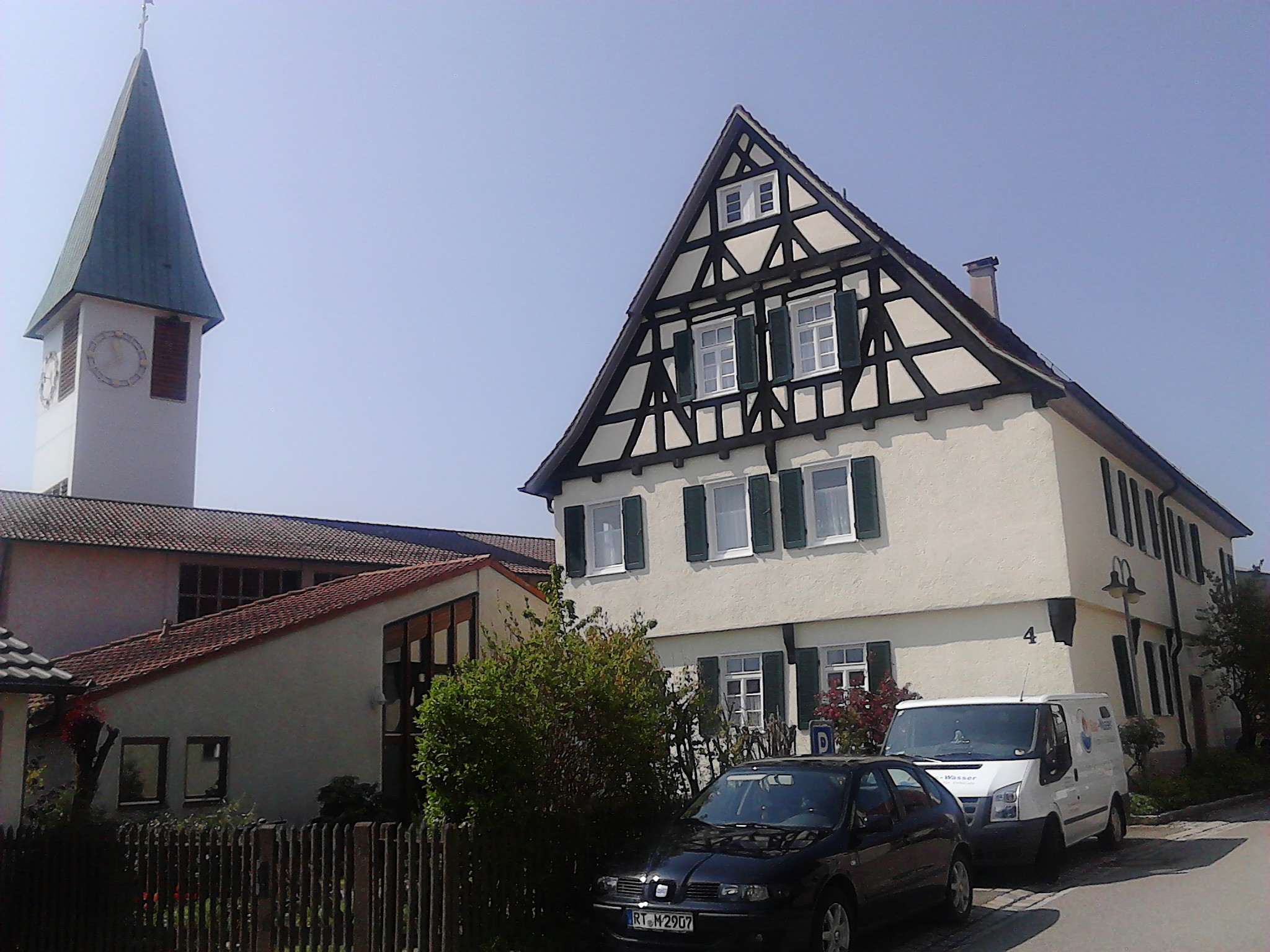
Kemnat

- Kemnat wurde 1229 als Kemnaten erstmals erwähnt. Der Name kommt von Keminaton, was so viel wie beheizbarer Wohnraum bedeutet. Der Ort war im Besitz der Klöster Bebenhausen und Denkendorf. Da Württemberg die Vogtei über beide Klöster ausübte, hatte Württemberg 1451 alle obrigkeitlichen Rechte über den Ort. 1449 wurde Kemnat im Städtekrieg niedergebrannt, doch danach wieder aufgebaut. Die Gemeinde gehörte zum Amt bzw. Amtsoberamt Stuttgart und kam 1938 zum Landkreis Esslingen.
- Nellingen auf den Fildern wurde 1120 als Nallingen erstmals erwähnt. Der Ortsadel, die Edelfreien von Nellingen, legten durch eine Stiftung an das Kloster St. Blasien den Grundstein für die spätere Propstei, die durch das Kloster St. Blasien schließlich um 1250 gegründet wurde. Vermutlich übte bereits damals Württemberg die Vogtei über die Propstei aus, doch tauschte Württemberg erst 1649 die Vogtei gegen anderen Rechte St. Blasiens ein. Die Gemeinde gehörte zum Amt bzw. Amtsoberamt Stuttgart und kam 1810 zum Oberamt Esslingen, aus dem 1938 der Landkreis Esslingen hervorging.
- Ruit auf den Fildern (seit 12. April 1967, vorher „Ruit“, davor „Ruith“) wurde 1173 als Rutte erstmals erwähnt. Der Name bedeutet so viel wie Rodung und wurde wohl von Nellingen aus angelegt. Mit Nellingen kam Ruit schon im 13. Jahrhundert an Württemberg und gehörte ab 1382 zur Vogtei Nellingen. Das Kloster St. Blasien hatte jedoch einige Güter in Ruit. 1519 wurde der Ort durch die Reichsstadt Esslingen eingeäschert, danach aber wieder aufgebaut. Die Gemeinde gehörte zum Amt bzw. Amtsoberamt Stuttgart und kam 1938 zum Landkreis Esslingen. Den Zusatz „auf den Fildern“ erhielt der Gemeindename am 12. April 1967.

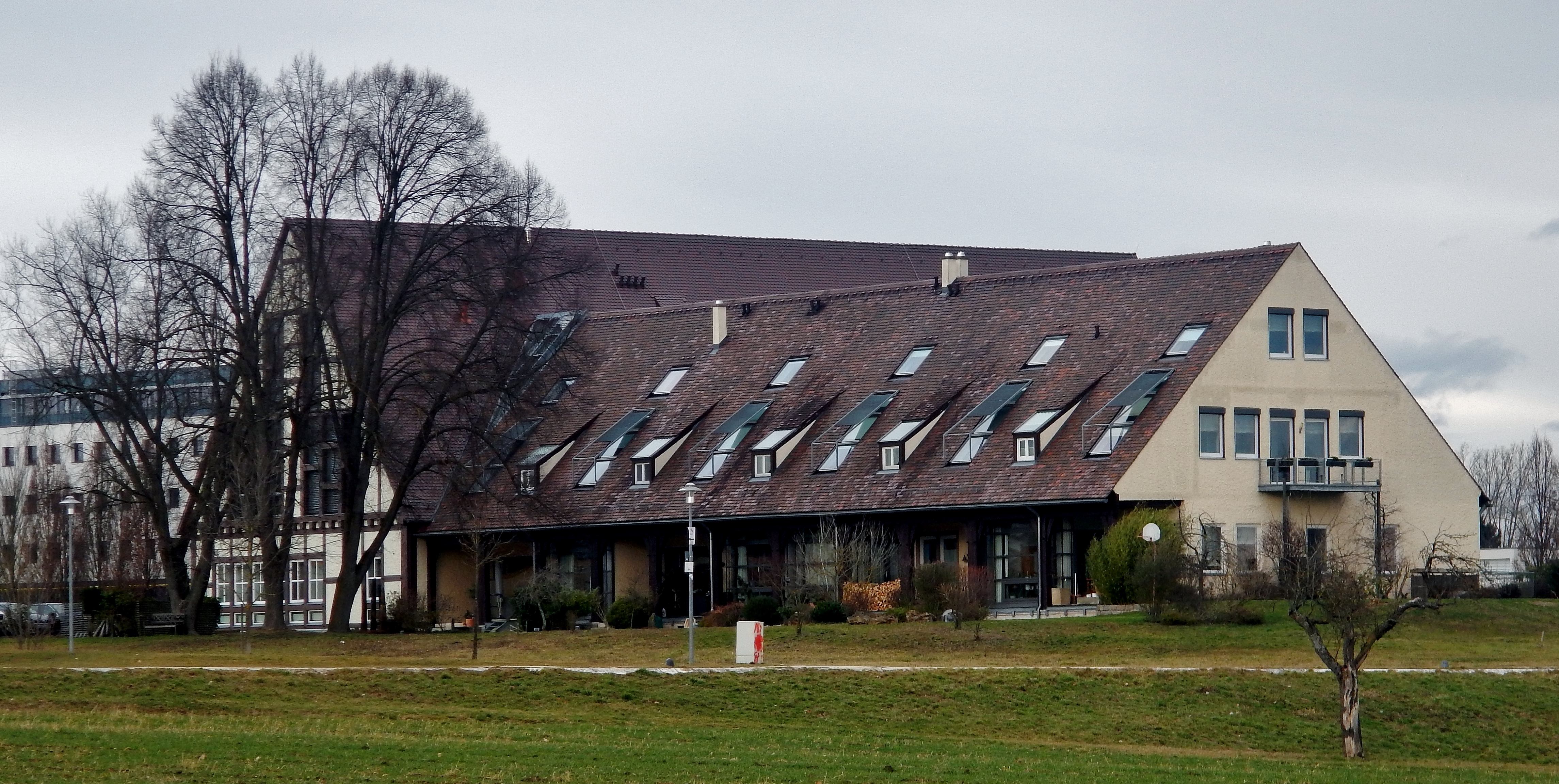
Ehemaliger Fliegerhorst (Nellingen Barracks) in Scharnhausen

- Scharnhausen wurde 1242 als Husen erstmals erwähnt. Der spätere Zusatz Scharn kam wohl durch einen adligen Besitzer Scharre zur Unterscheidung von anderen Orten hinzu. Das Kloster St. Blasien hatte Güter im Ort. Nach den Scharre kamen die Melzener, dann Rüdiger von Staige. Württemberg hatte spätestens seit dem Erwerb der Vogtei Nellingen auch über Scharnhausen alle obrigkeitlichen Rechte. Ein Teil der Güter wurden jedoch zu Lehen ausgegeben. Die Gemeinde gehörte zum Amt beziehungsweise Amtsoberamt Stuttgart und kam 1938 zum Landkreis Esslingen.
- Die Parksiedlung entstand ab 1956 auf dem Gelände des ehemaligen Königlichen Gestüts Weil. Sie ist seit 2006 ein eigenständiger Stadtteil.

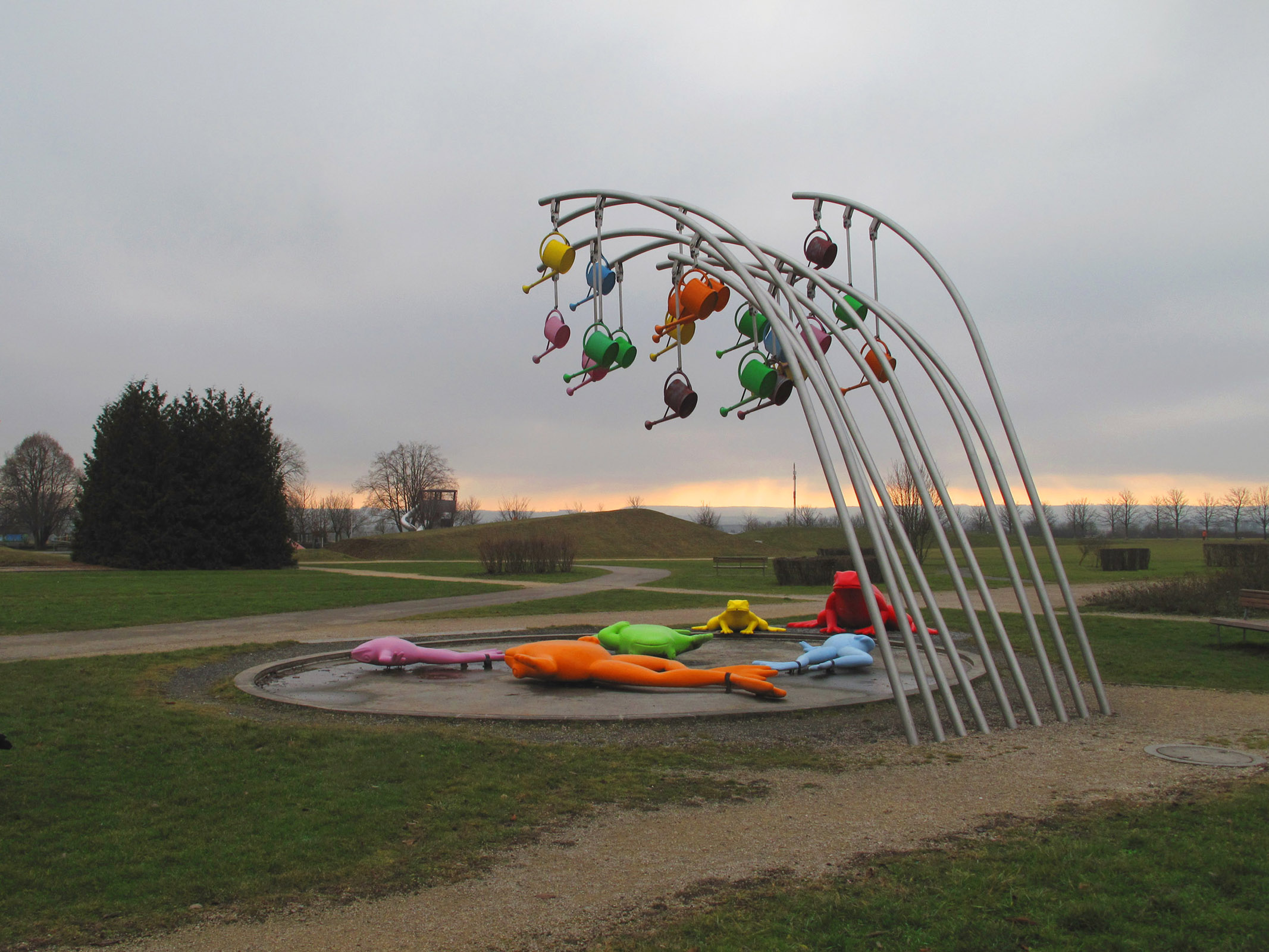
Skulpturenensemble von Rosalie im Scharnhauser Park

- Scharnhauser Park ist der jüngste Ostfilderner Stadtteil. Es ist ein 140 Hektar umfassendes Neubaugebiet auf einem ehemaligen Kasernengelände, Wohnort für 9000 Menschen und Arbeitsstätte für 2500 Menschen. Angelegt ist die seit den 1990er Jahren entstandene Siedlung als Gartenstadt, bei der die Hälfte der Gesamtfläche bebaut wurde. Kernelement ist eine 1,5 Kilometer lange und 40 Meter breite Landschaftstreppe, die in gerader Linie in Stufen nach Süden mit offenem Blick auf die Schwäbische Alb abfällt. Zu beiden Seiten gruppieren sich Wohnquartiere mit jeweils eigenem Gestaltungscharakter, durchzogen von Baumalleen, offen angelegt zur umgebenden Landschaft

### Religionen

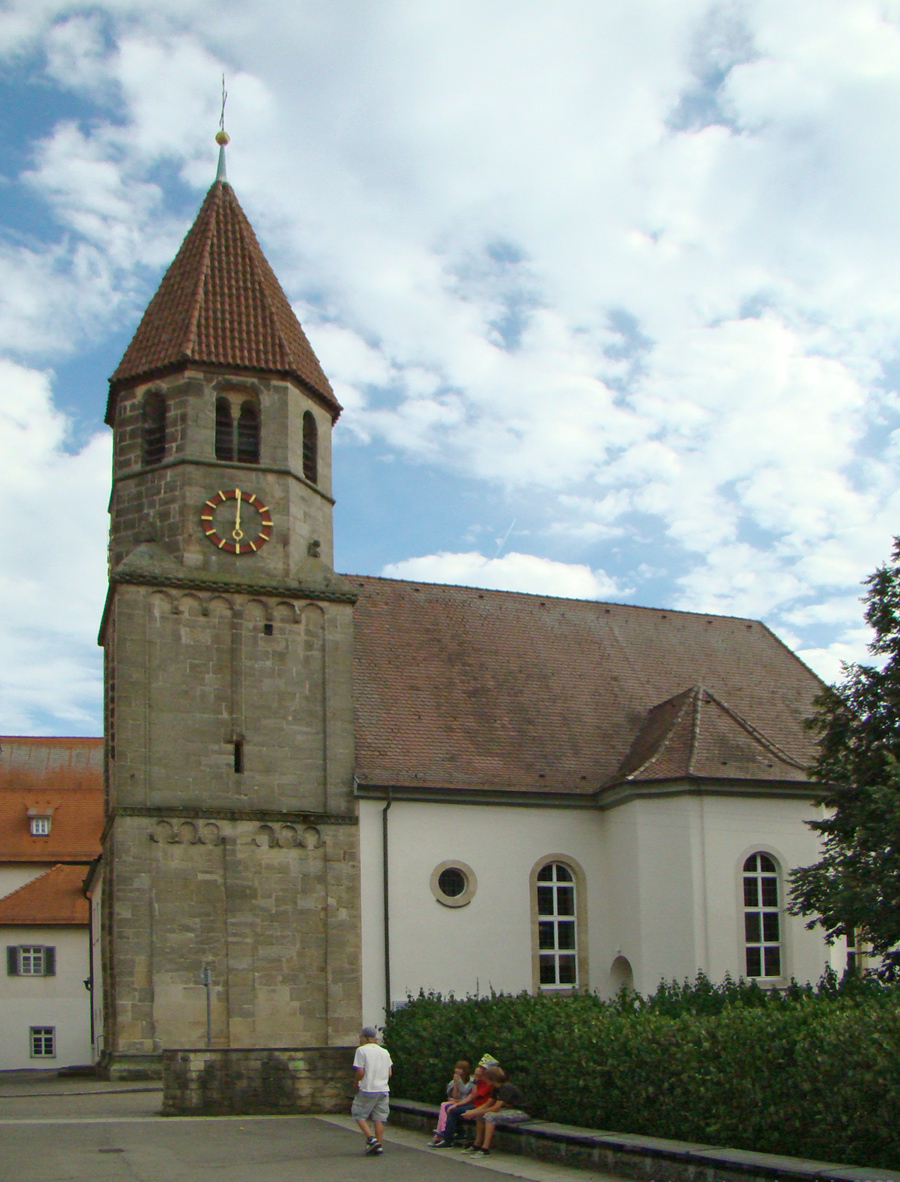
Sankt-Blasius-Kirche in Nellingen

Die Bevölkerung der vier ehemaligen Gemeinden der heutigen Stadt Ostfildern gehörten ursprünglich zum Bistum Konstanz. Da die Orte politisch schon früh zu Württemberg gehörten, wurde auch hier ab 1535 durch Herzog Ulrich die Reformation eingeführt, daher waren sie über Jahrhunderte überwiegend protestantisch. In den vier Orten gibt es daher auch jeweils eine evangelische Kirchengemeinde mit einer Kirche. In Nellingen wurde infolge der Besiedelung in den 1950er Jahren im Stadtteil Parksiedlung eine eigene Pfarrei errichtet. 1968 wurde dort die Dietrich-Bonhoeffer-Kirche erbaut. Heute gehört zur Dietrich-Bonhoeffer-Kirche eine eigene Gemeinde, zu der auch die Protestanten des neuen Stadtteils Scharnhauser Park gehören. Die Kirchengemeinden in Nellingen und Scharnhausen gehörten früher zum Kirchenbezirk Esslingen, die beiden anderen (Ruit und Kemnat) zum Kirchenbezirk Degerloch. 1981 wurden alle fünf Kirchengemeinden im Stadtgebiet Ostfilderns dem neu gegründeten Kirchenbezirk Bernhausen der Evangelischen Landeskirche in Württemberg zugeordnet.
Katholiken gibt es in Ostfildern erst wieder seit dem 20. Jahrhundert. In allen Stadtteilen wurden katholische Kirchen erbaut. In Kemnat entstand 1956 die Kirche St. Maria Königin. In Ruit wurde 1959/60 die katholische Kirche zur Hl. Monika gebaut, die 1972 zur Pfarrei erhoben wurde. Beide Gemeinden gehören zum Dekanat Stuttgart-Filder des Bistums Rottenburg-Stuttgart.
In Nellingen wurde 1959 die Kirche zur Heiligsten Dreifaltigkeit erbaut, die 1961 zur Pfarrei erhoben wurde. Zur Gemeinde gehören auch die Stadtteile Scharnhausen und Scharnhauser Park, doch gibt es in Scharnhausen seit 1965/65 eine eigene Kirche, die zunächst zur Pfarrei der Nachbargemeinde Neuhausen auf den Fildern gehörte. Die Kirchengemeinde Nellingen gehört zum Dekanat Esslingen-Nürtingen des Bistums Rottenburg-Stuttgart.
Die vatikanische Zeitung L’Osservatore Romano erscheint in ihrer deutschen Ausgabe im Schwabenverlag in Ostfildern.
Neben den beiden großen Kirchen gibt es in Ostfildern auch Freikirchen und Gemeinden, darunter die Evangelisch-methodistische Kirche (Versöhnungskirche) und die Freikirche der Siebenten-Tags-Adventisten, deren Süddeutscher Verband hier seinen Sitz hat. Auch die Neuapostolische Kirche ist in Ostfildern mit einer sehr modernen Kirche vertreten.
Seit 1994 gibt es in Ostfildern auch eine Moschee für die Bürger muslimischen Glaubens. Im Jahr 2010 wurde die neue Moschee nach zweijähriger Umbauzeit in einem ehemaligen Gewerberaum eröffnet. Bestattungen nach muslimischem Ritus sind auf dem Friedhof Parksiedlung möglich.
Seit August 2009 ist das BibelStudienKolleg in Ostfildern beheimatet.

### Einwohnerentwicklung

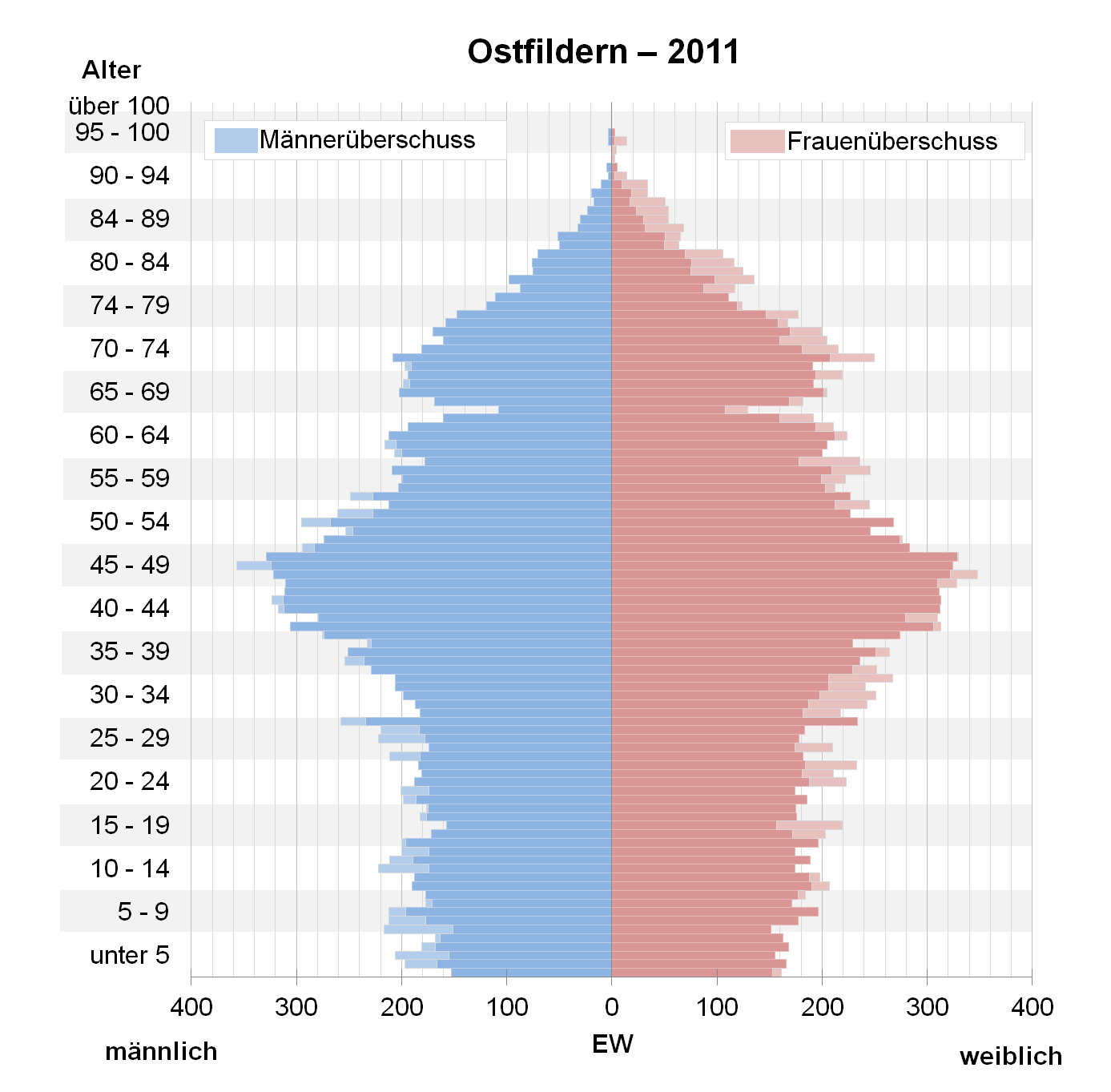
Bevölkerungspyramide für Ostfildern (Datenquelle: Zensus 2011)

Die Zahlen sind Volkszählungsergebnisse (*) oder amtliche Fortschreibungen des Statistischen Landesamts Baden-Württemberg (nur Hauptwohnsitze). Die Zahlen der Jahre 1961 und 1970 ergeben sich aus der Addition der Einwohnerzahlen der vier Vorläufergemeinden.
| Jahr              | Einwohner |
| ----------------- | --------- |
| 6. Juni 1961 ¹    | 17.554    |
| 27. Mai 1970 ¹    | 24.949    |
| 31. Dezember 1975 | 27.995    |
| 31. Dezember 1980 | 28.748    |
| 31. Dezember 1985 | 28.094    |
| 25. Mai 1987 ¹    | 27.888    |
| 31. Dezember 1990 | 28.678    |

| Jahr              | Einwohner |
| ----------------- | --------- |
| 31. Dezember 1995 | 30.102    |
| 31. Dezember 2000 | 30.858    |
| 31. Dezember 2005 | 34.122    |
| 31. Dezember 2010 | 36.163    |
| 31. Dezember 2015 | 38.519    |
| 31. Dezember 2020 | 39.431    |

¹ Volkszählungsergebnis

## Politik

### Gemeinderat
- Linke: 1
- SPD: 4
- Grüne: 6
- FW: 8
- FDP: 2
- CDU: 5

Der Gemeinderat in Ostfildern besteht aus den 26 gewählten ehrenamtlichen Gemeinderäten und dem Oberbürgermeister als Vorsitzendem. Der Oberbürgermeister ist im Gemeinderat stimmberechtigt. Die Kommunalwahl am 9. Juni 2024 führte zu folgendem Endergebnis.
| Parteien und Wählergemeinschaften | Parteien und Wählergemeinschaften           | % 2024  | Sitze 2024 | % 2019  | Sitze 2019 | Kommunalwahl 2024 %403020100 33,90 %17,42 %25,36 %13,54 %5,50 %4,28 % FWGrüneCDUSPDFDPLinkeGewinne und Verlusteim Vergleich zu 2019 %p 8 6 4 2 0 −2 −4 −6 −8+1,30 %p−7,33 %p+7,17 %p−0,61 %p−0,63 %p+0,10 %pFWGrüneCDUSPDFDPLinke |
| FW                                | Freie Wähler Ostfildern                     | 33,90   | 9          | 32,60   | 8          | Kommunalwahl 2024 %403020100 33,90 %17,42 %25,36 %13,54 %5,50 %4,28 % FWGrüneCDUSPDFDPLinkeGewinne und Verlusteim Vergleich zu 2019 %p 8 6 4 2 0 −2 −4 −6 −8+1,30 %p−7,33 %p+7,17 %p−0,61 %p−0,63 %p+0,10 %pFWGrüneCDUSPDFDPLinke |
| CDU                               | Christlich Demokratische Union Deutschlands | 25,36   | 7          | 18,19   | 5          | Kommunalwahl 2024 %403020100 33,90 %17,42 %25,36 %13,54 %5,50 %4,28 % FWGrüneCDUSPDFDPLinkeGewinne und Verlusteim Vergleich zu 2019 %p 8 6 4 2 0 −2 −4 −6 −8+1,30 %p−7,33 %p+7,17 %p−0,61 %p−0,63 %p+0,10 %pFWGrüneCDUSPDFDPLinke |
| SPD                               | Sozialdemokratische Partei Deutschlands     | 13,54   | 3          | 14,15   | 4          | Kommunalwahl 2024 %403020100 33,90 %17,42 %25,36 %13,54 %5,50 %4,28 % FWGrüneCDUSPDFDPLinkeGewinne und Verlusteim Vergleich zu 2019 %p 8 6 4 2 0 −2 −4 −6 −8+1,30 %p−7,33 %p+7,17 %p−0,61 %p−0,63 %p+0,10 %pFWGrüneCDUSPDFDPLinke |
| GRÜNE                             | Bündnis 90/Die Grünen                       | 17,42   | 5          | 24,75   | 6          | Kommunalwahl 2024 %403020100 33,90 %17,42 %25,36 %13,54 %5,50 %4,28 % FWGrüneCDUSPDFDPLinkeGewinne und Verlusteim Vergleich zu 2019 %p 8 6 4 2 0 −2 −4 −6 −8+1,30 %p−7,33 %p+7,17 %p−0,61 %p−0,63 %p+0,10 %pFWGrüneCDUSPDFDPLinke |
| FDP                               | Freie Demokratische Partei                  | 5,50    | 1          | 6,13    | 2          | Kommunalwahl 2024 %403020100 33,90 %17,42 %25,36 %13,54 %5,50 %4,28 % FWGrüneCDUSPDFDPLinkeGewinne und Verlusteim Vergleich zu 2019 %p 8 6 4 2 0 −2 −4 −6 −8+1,30 %p−7,33 %p+7,17 %p−0,61 %p−0,63 %p+0,10 %pFWGrüneCDUSPDFDPLinke |
| LINKE                             | Die Linke                                   | 4,28    | 1          | 4,18    | 1          | Kommunalwahl 2024 %403020100 33,90 %17,42 %25,36 %13,54 %5,50 %4,28 % FWGrüneCDUSPDFDPLinkeGewinne und Verlusteim Vergleich zu 2019 %p 8 6 4 2 0 −2 −4 −6 −8+1,30 %p−7,33 %p+7,17 %p−0,61 %p−0,63 %p+0,10 %pFWGrüneCDUSPDFDPLinke |
| Gesamt                            | Gesamt                                      | 100     | 26         | 100     | 26         | Kommunalwahl 2024 %403020100 33,90 %17,42 %25,36 %13,54 %5,50 %4,28 % FWGrüneCDUSPDFDPLinkeGewinne und Verlusteim Vergleich zu 2019 %p 8 6 4 2 0 −2 −4 −6 −8+1,30 %p−7,33 %p+7,17 %p−0,61 %p−0,63 %p+0,10 %pFWGrüneCDUSPDFDPLinke |
| Wahlbeteiligung                   | Wahlbeteiligung                             | 64,33 % | 64,33 %    | 62,50 % | 62,50 %    | Kommunalwahl 2024 %403020100 33,90 %17,42 %25,36 %13,54 %5,50 %4,28 % FWGrüneCDUSPDFDPLinkeGewinne und Verlusteim Vergleich zu 2019 %p 8 6 4 2 0 −2 −4 −6 −8+1,30 %p−7,33 %p+7,17 %p−0,61 %p−0,63 %p+0,10 %pFWGrüneCDUSPDFDPLinke |

### Bürgermeister
An der Spitze der Stadt steht der von der Bevölkerung auf acht Jahre gewählte Oberbürgermeister. Er ist auch Vorsitzender des ebenfalls von der Bevölkerung auf fünf Jahre gewählten Gemeinderats. Er hat als allgemeinen Stellvertreter einen 1. Beigeordneten mit der Amtsbezeichnung Erster Bürgermeister und einen weiteren Beigeordneten mit der Amtsbezeichnung Bürgermeister.
Stadtoberhäupter seit Bildung der Stadt 1975:
- 1975: Richard Schall, Amtsverweser
- 1975–1997: Gerhard Koch, Bürgermeister, ab 1. Juli 1976 Oberbürgermeister
- 1997–2005: Herbert Rösch, Oberbürgermeister
- seit 2005: Christof Bolay, Oberbürgermeister (SPD)

### Wappen und Flagge

#### Wappen und Flagge der Stadt Ostfildern
|  |  |

| | Blasonierung: „In von Silber und Rot geviertem Schild ein vierspeichiges, achtschaufliges, in den silbernen Feldern grün und in den roten Feldern golden tingiertes Mühlrad.“ |
| Wappenbegründung: Der gevierte Schild war das Wappen der Herren von Nellingen, das später auch die gleichnamige Gemeinde führte. Zur Vogtei Nellingen gehörten auch die Orte Ruit und Scharnhausen. Das Mühlrad entstammt dem Kemnater Wappen, und die Farbgebung wurde dem Ruiter Wappen entlehnt. Im Körschtal gab es früher viele Mühlen; das Mühlrad soll die landwirtschaftliche Vergangenheit der heutigen Stadt symbolisieren. Das Wappen und die grün-weiß gestreifte, mit dem nach oben versetzten Wappen belegte Flagge wurden durch das Regierungspräsidium Stuttgart am 23. November 1976 verliehen. | |

#### Stadtteilwappen

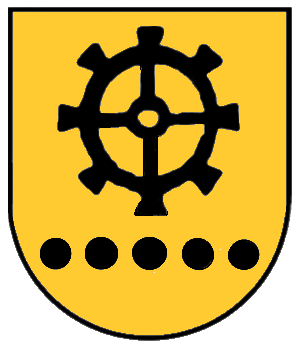
Kemnat
Nellingen
Parksiedlung, führt kein Wappen
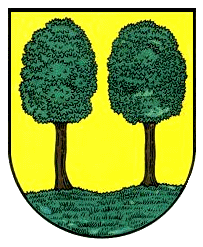
Ruit
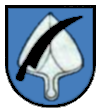
Scharnhausen
Scharnhauser Park, führt kein Wappen

### Städtepartnerschaften
Ostfildern unterhält mit folgenden Städten eine Städtepartnerschaft:
- Montluel, Frankreich, seit 1978
- Poltawa, Ukraine, seit 1988 (gemeinsame Partnerschaft mit Filderstadt und Leinfelden-Echterdingen)
- Mirandola, Italien, seit 1987/88, offizielle Städtepartnerschaft seit 2002
- Hohenems, Österreich, seit 1988, offizielle Städtepartnerschaft seit 2009

Freundschaften bestehen mit
- Reinach, Schweiz, seit 1965
- Radebeul, Deutschland, seit 1990
- Bierawa, Polen, seit 1992

## Kultur und Sehenswürdigkeiten

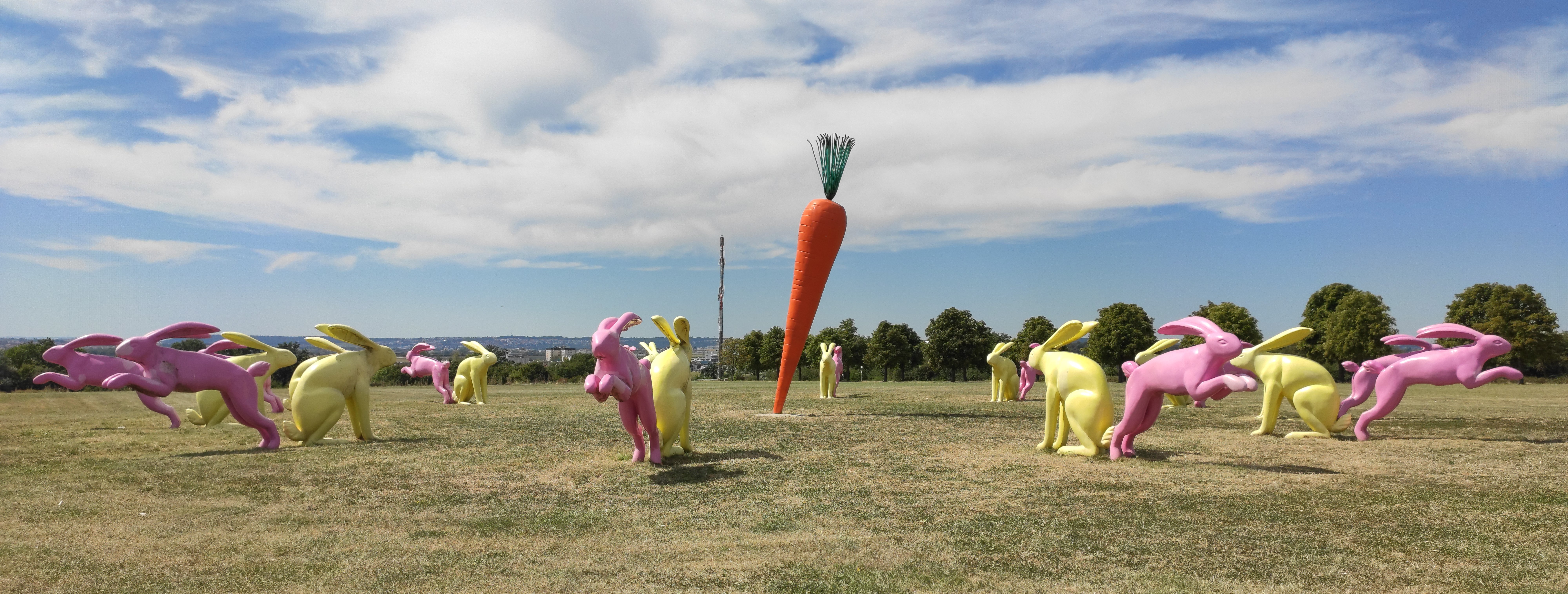
Sitz- und Flitzhasen der Künstlerin rosalie, errichtet für die dreiteilige Installation Lustgarten auf der Landesgartenschau 2002

### Museen
- Städtische Galerie Ostfildern im Stadthaus

### Kultur
Ostfildern besitzt vielfältige kulturelle Angebote im Musik- und Theaterbereich. Die bekanntesten Theatergruppen der Stadt sind die Kulissenschieber und die JuBO e. V. Im musikalischen Bereich besitzt die Stadt, als eine der wenigen dieser Größenordnung, ein Symphonisches Orchester. Für Veranstaltungen bietet das Zentrum An der Halle in Nellingen zwei Konzert- und Theatersäle, die 1989 auf dem Gelände des alten Straßenbahndepots in der Ortsmitte errichtet wurden. Sie bieten Platz für 150 bis 300 Zuschauer. Weitere Plätze für Kulturveranstaltungen sind das Kubino in Nellingen, der große Saal des Stadthauses im Scharnhauser Park, die Waldheimhalle und die Räume des Jugendhauses Zinsholz in Ruit sowie die Festhalle in Kemnat.

### Bauwerke

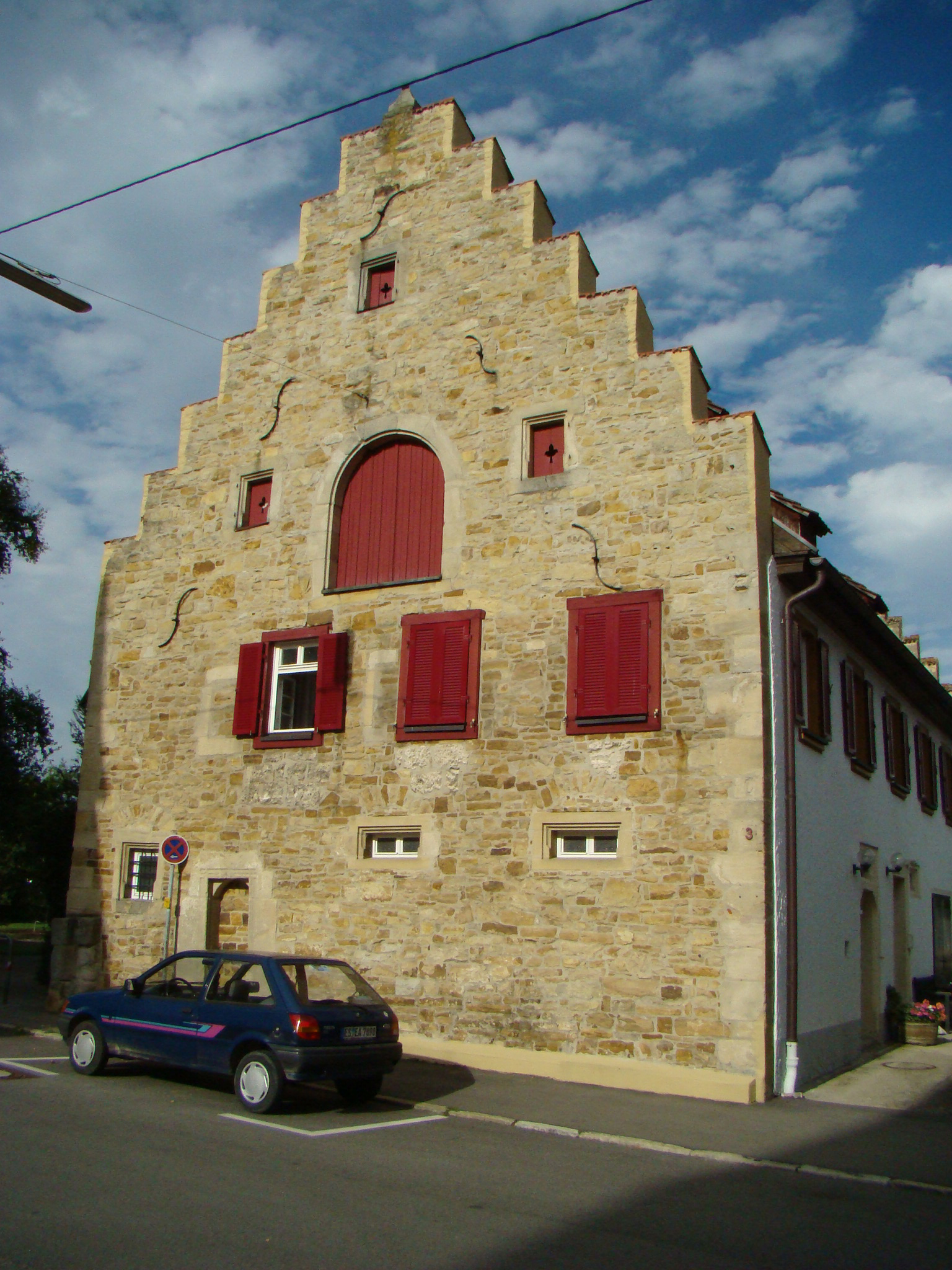
Fruchtkasten mit Staffelgiebel in Nellingen

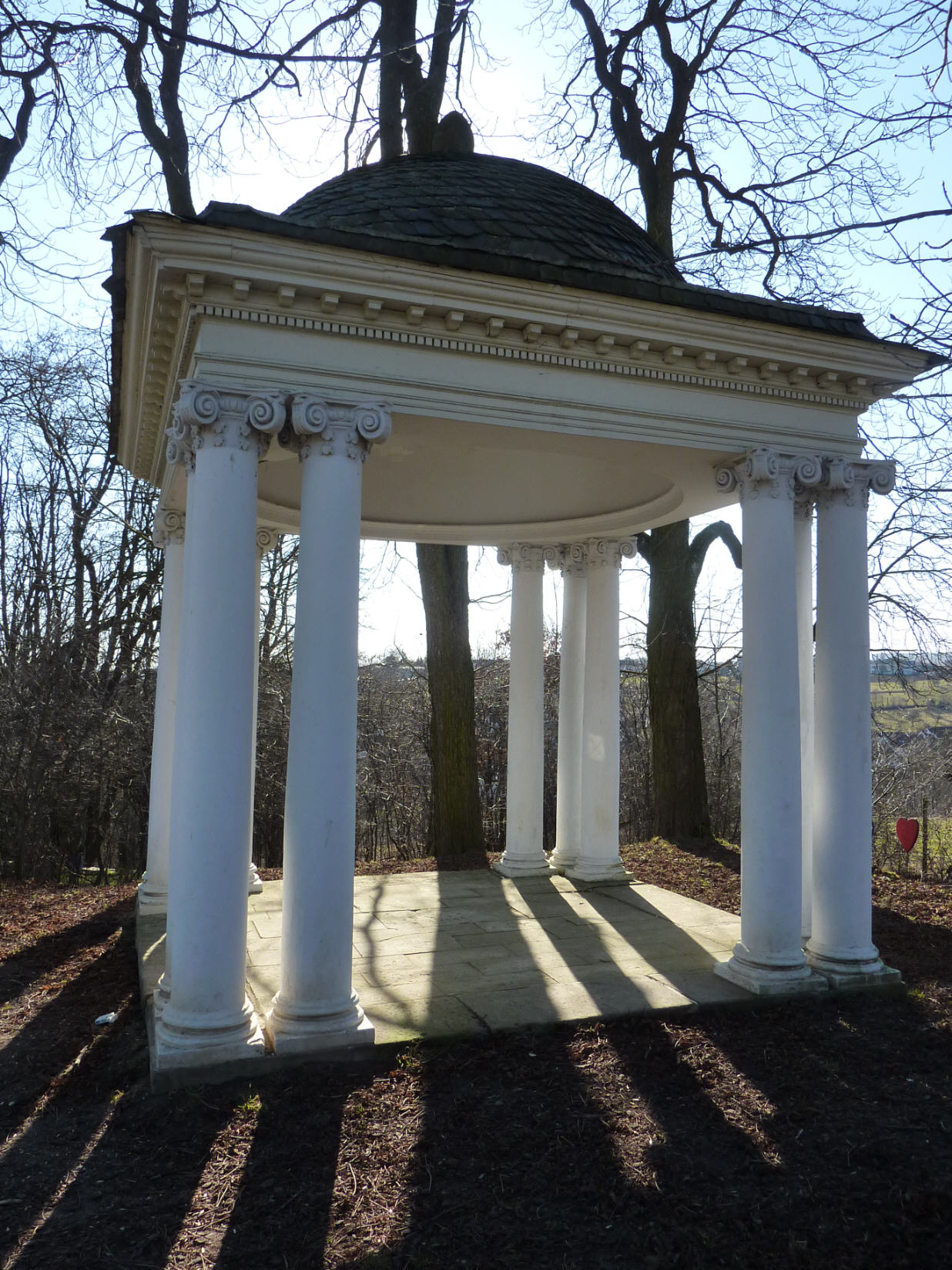
Amortempel in Scharnhausen

Ostfildern hat wenig historische Bauten. Im Stadtteil Nellingen sind noch einige Bauten des Klosterhofs erhalten und zwar die im 16. Jahrhundert erbaute Propstei (eines der Wahrzeichen der Stadt), das Alte Pfarrhaus von 1565 oder der Fruchtkasten mit Staffelgiebel. Die benachbarte evangelische St.-Blasius-Kirche ist die ehemalige Propsteikirche. Erhalten blieb der spätromanische achteckige Turm mit Zeltdach. Das Schiff wurde 1777 neu erbaut. In den anderen Stadtteilen wurden die alten Kirchen in den 1950er und 1960er Jahren abgebrochen und durch Neubauten ersetzt: in Kemnat 1963 (der Vorgängerbau stammte aus dem 13. Jahrhundert), in Ruit ebenfalls 1963 und in Scharnhausen bereits 1952/53. Hier gibt es aber noch ein Schloss, das 1784 im Auftrag von Herzog Carl Eugen von Württemberg als Lustschloss errichtet wurde.
Der seit den 1990er Jahren entstandene Scharnhauser Park wurde für Konzeption und Architektur vielfach ausgezeichnet. Preisgekrönt sind unter anderem die Backsteinschule von Arno Lederer, das Kinderhaus von Janson und Wolfrum sowie die Punkthäuser von Kohlhoff und Kohlhoff. Das Stadthaus des Berliner Architekten Jürgen Mayer Hermann erhielt im Rahmen des Mies-van-der-Rohe-Preises 2003 eine „besondere Anerkennung“. Für das Gesamtkonzept des neuen Stadtteils gewann Ostfildern den Deutschen Städtebaupreis 2006. Das Museum of Modern Art in New York hat die Pläne der Siedlung in seine Sammlung aufgenommen.
An neueren Bauwerken ist zudem das 1995 eingeweihte Körschtalviadukt erwähnenswert, das im Zuge der Ortsumgehung von Nellingen das Tal der Körsch überquert.

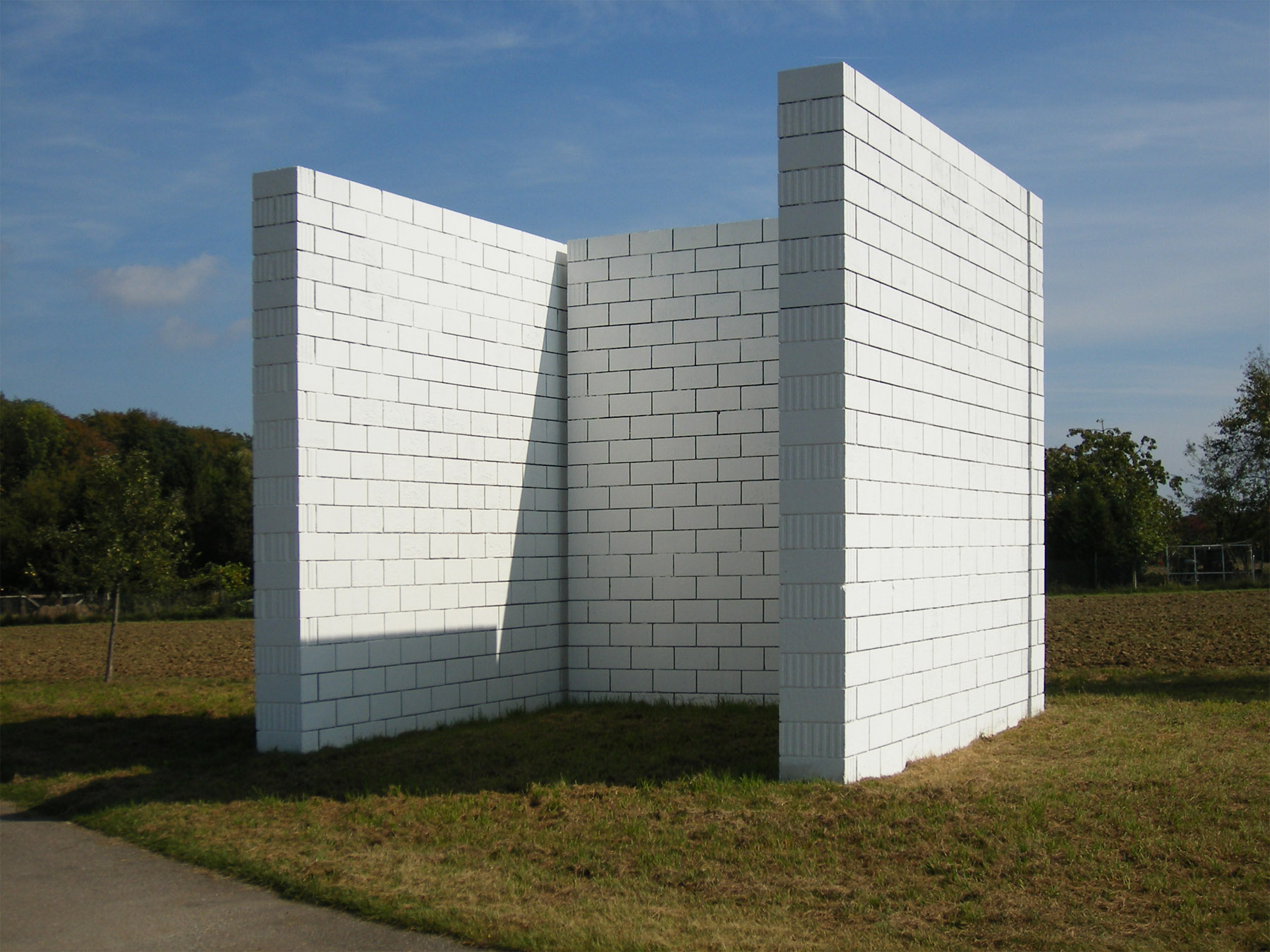
Die drei Mauern am Ortsausgang von Ruit in Richtung Kemnat

Der amerikanische Künstler Sol LeWitt errichtete 1992 zwischen den Ostfilderner Teilorten weiße Backsteinmauern: vier Gruppierungen mit einer bis vier Mauern. Sie sollen das Zusammenwachsen der (damals noch) vier Stadtteile symbolisieren. In Ruit finden sich die in der Bevölkerung teilweise umstrittenen Skulpturen an den Ortsausgängen Richtung Kemnat (Koordinaten) und Scharnhausen (Koordinaten). Die anderen beiden stehen in Nellingen (Koordinaten) und Scharnhausen (Koordinaten).

### Vereine
Es gibt in Ostfildern mehrere Sportvereine mit überregionaler Bedeutung, unter anderem den TV Nellingen, den TB Ruit und den TSV Scharnhausen.

### Regelmäßige Veranstaltungen
- Mai: Nellinger Maitreff

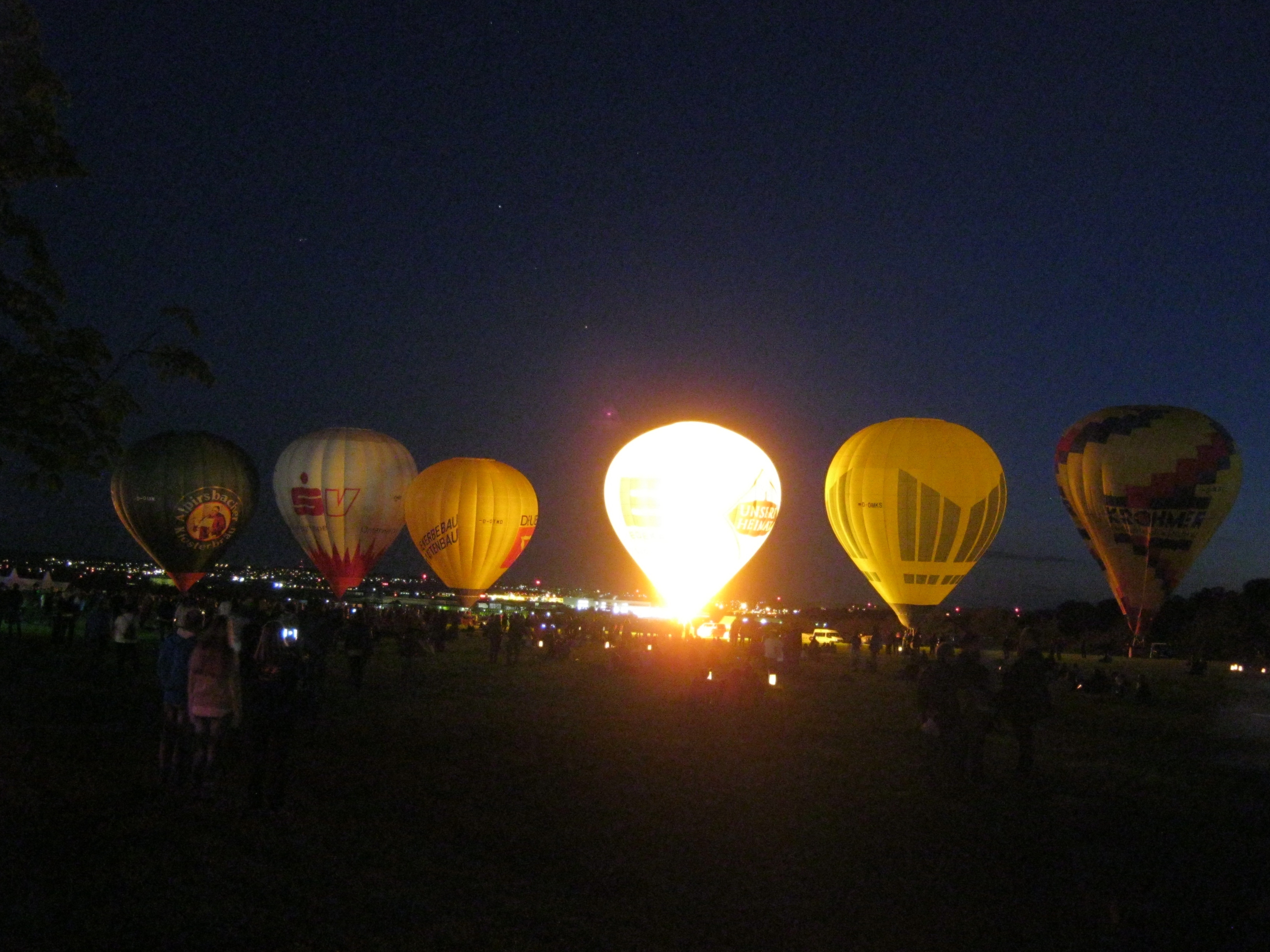
Flammende Sterne 2014

- August: Seit 2003 findet in Ostfildern das internationale Feuerwerksfestival Flammende Sterne statt. Jeweils im August treten die weltweit besten Pyrotechniker mit ihren Musikfeuerwerken gegeneinander an. Das dreitägige Festival bietet ein umfangreiches Rahmenprogramm und zieht jährlich zehntausende Besucher an.
- Oktober: Ruiter Kirbe, Kemnater Kirbe und Nellinger Kirbe
- Dezember: Weihnachtsmärkte in Nellingen (seit 1981), Ruit (seit 1985) und Scharnhausen (seit 1996)

## Wirtschaft und Infrastruktur

### Verkehr
Im Süden des Stadtgebiets führt die Bundesautobahn 8 Stuttgart–Ulm vorbei. Über die Anschlussstelle Esslingen ist die Stadt direkt angebunden.
Südwestlich von Ostfildern befindet sich der Flughafen Stuttgart, dessen Start- und Landebahn im Osten zu einem kleinen Teil auf Scharnhauser Gemarkung liegt.
In Ostfildern gibt es sieben Haltestellen, die von folgenden Linien der Stadtbahn Stuttgart bedient werden:
- Mönchfeld – Hauptbahnhof – Ruhbank/Fernsehturm – Heumaden – Ostfildern (10-Minuten-Takt)
- Vaihingen – Möhringen – Degerloch – Ruhbank/Fernsehturm – Heumaden – Ostfildern (montags bis freitags dreimal in der Stunde von 6 bis 20 Uhr)

Beide Linien führen durch die Stadtteile Ruit und Scharnhauser Park nach Nellingen. Der Stadtbahnanschluss nach Stuttgart existiert seit dem Jahr 2000.
Ferner gibt es innerhalb des Stadtgebiets vier Buslinien, welche bis Ende 2015 von der END Verkehrsgesellschaft (119, 120, 122, 131) betrieben wurden und zwei der SSB (35, 73), die den öffentlichen Personennahverkehr (ÖPNV) bedienen. Alle Linien sind zu einheitlichen Preisen innerhalb des Verkehrs- und Tarifverbund Stuttgart (VVS) zu benutzen.
Die Linienkonzessionen der END liefen Ende 2015 aus und gingen auf den Landkreis Esslingen über. Das Liniennetz blieb unverändert. Der Landkreis Esslingen hat die Verkehrsleistungen neu ausgeschrieben und an das private Unternehmen GR Omnibus vergeben, das die Linien seit dem 1. Januar 2016 unter dem Markennamen Filderexpress betreibt.
Von 1926 bis 1978 war Nellingen durch die Straßenbahn Esslingen–Nellingen–Denkendorf mit der Kreisstadt per Schiene verbunden.
Ostfildern ist nicht an das Radnetz Baden-Württemberg angeschlossen. Eine Besonderheit ist aber die direkte Radverkehrsverbindung von Nellingen mit Neuhausen auf den Fildern über das Körschtalviadukt.
Ostfildern ist Mitglied in der Arbeitsgemeinschaft Fahrrad- und Fußverkehrsfreundlicher Kommunen in Baden-Württemberg und hat die „Qualitätsstufe“ für eine fahrradfreundliche Kommune erreicht.

### Medien
Über das Tagesgeschehen Ostfilderns berichten als Tageszeitungen die Eßlinger Zeitung, die Stuttgarter Zeitung und die Stuttgarter Nachrichten.

### Ansässige Unternehmen

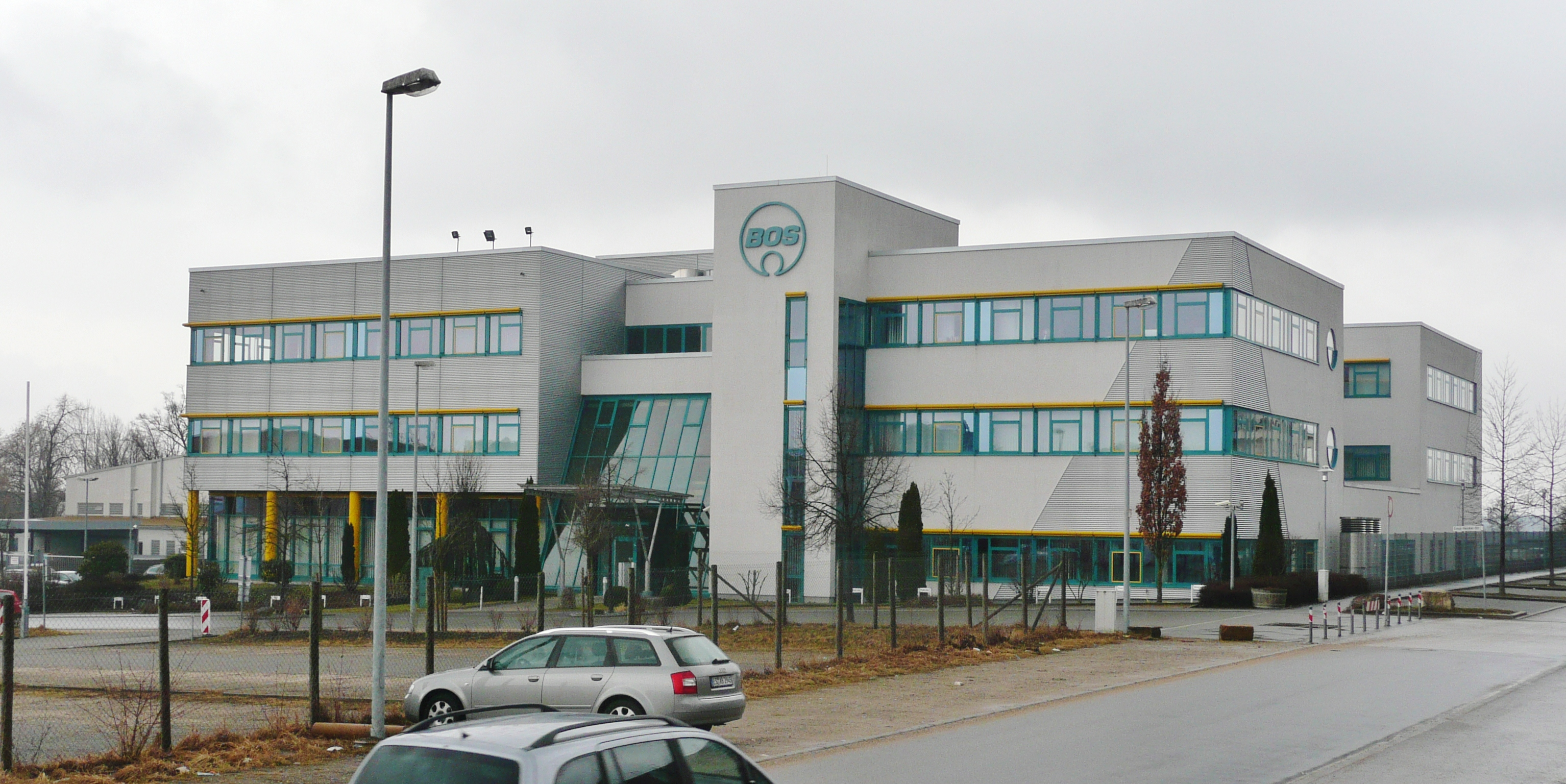
BOS GmbH & Co. KG

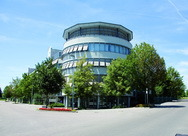
Pilz GmbH & Co. KG

Wirtschaftliche Bedeutung hat Ostfildern vor allem als Druck- und Verlagsstadt. Seit den 1960er Jahren hat sich der Wirtschaftsstandort Ostfildern zu einem Schwerpunkt des Druck- und Verlagswesens in der Region entwickelt. Namhafte Unternehmen wie etwa Jan Thorbecke Verlag, MairDumont-Verlagsgruppe (mit Baedeker-Verlag und Falk-Verlag), Schwabenverlag, Verlag Deutscher Drucker, J. Fink Mediengruppe (mit Dr. Cantz’sche Druckerei und Hatje Cantz Verlag), Merkur-Druck Mayer haben ihren Sitz in Ostfildern.
Um die Großunternehmen der Druckindustrie hat sich ein „Cluster“ von innovativen Betrieben der Medienbranche angesiedelt. Viele davon haben sich in der Mediafaktur Filder zusammengeschlossen, dem hier gegründeten Innovations- und Kompetenzzentrum Medien der Region Stuttgart. Der Verband Druck und Medien Baden-Württemberg und das Bildungswerk der Druckindustrie haben ihren Sitz in Ostfildern.
Mit dem Softwarehersteller agorum Software GmbH hat auch ein Unternehmen aus der IT-Branche seinen Sitz in Ostfildern. Die Firma entwickelt und vertreibt das Open-Source Dokumentenmanagementsystem „Agorum core“.
Darüber hinaus ist der Maschinenbau auch in Ostfildern, wie in der gesamten Region, stark vertreten. Als Beispiel ist die Gehring GmbH & Co. KG oder die Schopf Maschinenbau GmbH, ein Hersteller von Spezialfahrzeugen für die Luftfahrt (z. B. Flugzeugschlepper), Berg- und Tunnelbau zu nennen. Aus der Automatisierungstechnik ist die Pilz GmbH & Co. KG ansässig. In Ostfildern war bis 2006 mit Klein und Hummel eines der führenden Unternehmen für gehobenes Studio-Equipment ansässig.
Ebenso ist die Messtechnik-Branche in der Region führend. Novotechnik, mit Firmensitz in Ostfildern, ist wegweisend in der Weiterentwicklung der Messtechnik.
Seit dem Jahr 2003 ist die Deutsche Automobil Treuhand (DAT) im Stadtteil Scharnhauser Park ansässig.
2014 baute Festo im Ortsteil Scharnhausen für 70 Millionen Euro die Technologiefabrik Scharnhausen mit Lernfabrik.
Die Greenbase eG, eine Einkaufsgenossenschaft für Forst- und Gartentechnik, hat ihren Sitz in Ostfildern.

### Sportschule Ruit
Die im Jahr 1948 unter dem Namen Jugend- und Sportleiterschule Ruit gegründete Sportschule, die heute offiziell Sport- und Jugendleiterschule Nellingen/Ruit heißt, ist ein Zentrum für Leistungs- und Spitzensport, für Ausbildung und Talentförderung. Besondere Bedeutung hat sie für den nationalen und internationalen Fußball. Zahlreiche ausländische Nationalmannschaften, die deutschen U-15- bis U-21-Nationalmannschaften sowie Bundesligavereine führen in der Sportschule Trainingslager durch. Die Schule ist Bundesstützpunkt im Trampolin, Außenstelle des Olympiastützpunktes Stuttgart und Landesleistungszentrum für den Boxsport. Sie dient als Trainingszentrum für Spitzensport im Gewichtheben, Basketball, Volleyball, Beach-Volleyball, American Football, Bogenschießen, Badminton und weiteren Sportarten. Das Angebot umfasst zudem eine Turntalentschule, ein Lehrkräftezentrum sowie Ausbildungskurse zum Erwerb der Fußball-Trainerlizenz.
Auf dem 16,5 Hektar großen, parkähnlichen Gelände befinden sich zahlreiche Sporthallen und Außenanlagen (Rasenplätze, Kunstrasenplatz, Minispielfeld), diverse Seminarräume und vier Unterkunftshäuser mit über 110 Ein- und Zweibettzimmer. Die Sport- und Jugendleiterschule arbeitet unter anderem mit dem Deutschen Olympischen Sportbund, dem Deutschen Fußball-Bund und dem Auswärtigen Amt zusammen. Mit 43.000 Übernachtungen pro Jahr ist sie eine der größten Sportschulen Deutschlands.

### Bildung
In Ostfildern gibt es zwei Gymnasien (Heinrich-Heine- und Otto-Hahn-Gymnasium), eine Realschule (Riegelhofschule Realschule Nellingen), zwei Grund- und Hauptschulen mit Werkrealschule (Erich-Kästner-Schule Nellingen und Schule im Park Scharnhauser Park), eine Förderschule (Lindenschule Parksiedlung) sowie Grundschulen in allen Stadtteilen. Diese sind in Nellingen (Klosterhofschule und Erich-Kästner Schule), Parksiedlung (Lindenschule), Ruit (Grundschule), Kemnat (Pfingstweideschule), Scharnhauser Park (Schule im Park) und Scharnhausen (Wasenäckerschule).
Mit der GARP hat ein großes überbetriebliches Ausbildungszentrum seinen Stammsitz in Ruit.
Der Sitz der Technischen Akademie Esslingen ist in Nellingen.

### Ver- und Entsorgung
Ostfildern bezieht sein Trinkwasser von den Stadtwerken Esslingen, der Filderwasserversorgung und der EnBW, die ihrerseits von der Bodensee-Wasserversorgung beliefert werden.
Zur Reinigung des Abwassers betreibt die Stadt eine Kläranlage im Körschtal bei Nellingen. Das Kemnater Abwasser wird der Kläranlage Plieningen zugeführt, die sich auf Kemnater Gemarkung befindet.

## Persönlichkeiten

### Ehrenbürger
38 Jahre nach ihrer Gründung hat die Stadt Ostfildern im Jahr 2013 zum ersten Mal das Ehrenbürgerrecht verliehen. Vor 1975 wurde von zwei Stadtteilen – die damals ja noch selbständige Gemeinden waren – insgesamt drei Mal das Ehrenbürgerrecht verliehen:
- 1930 Scharnhausen: Rudolf Schnell, Pfarrer (Ehrenbürgerrecht erloschen mit dem Tod 1932)
- 1933 Scharnhausen: Wilhelm Murr, NSDAP-Gauleiter, 1933 Staatspräsident, dann bis 1945 Reichsstatthalter von Württemberg (erloschen 1945, symbolisch aberkannt 2014)
- 1974 Kemnat: Otto Eiding, Bürgermeister (erloschen 1989)
- 2013 Ostfildern: Herbert Rösch, Oberbürgermeister

### Söhne und Töchter der Stadt

#### Bis 1974 (vor Gründung von Ostfildern)
| Geburts-Jahr, Tag  | Ort, Stadtteil | Name                               | bekannt als                                                                                               |
| ------------------ | -------------- | ---------------------------------- | --- |
| 1739, 25. November | Scharnhausen   | Philipp Matthäus Hahn              | Pfarrer und Mechaniker                                                                                    |
| 1792, 15. Januar   | Nellingen      | Gottfried Bossert                  | württembergischer Oberamtmann                                                                             |
| 1787, 4. Februar   | Scharnhausen   | Karl Christian Wagenmann           | Chemiker und Fabrikant                                                                                    |
| 1802, 20. Mai      | Scharnhausen   | Georg Friedrich Heinrich Rheinwald | evangelischer Theologe und Kirchenhistoriker                                                              |
| 1805, 22. März     | Kemnat         | Charlotte Reihlen, geb. Mohl       | pietistische Kaufmannsgattin und Diakonisse, Entwerferin des Andachtbildes Der breite und der schmale Weg |
| 1832, 23. Juli     | Scharnhausen   | Adolf Eduard Löflund               | württembergischer Oberamtmann                                                                             |
| 1878, 26. Dezember | Nellingen      | Gottlieb Mezger                    | Buchdrucker, Landtagsabgeordneter                                                                         |
| 1884, 16. März     | Ruit           | Reinhold Fritz                     | Kammersänger                                                                                              |
| 1919, 19. Dezember | Kemnat         | Walter Schweizer                   | Oberbürgermeister von Leinfelden-Echterdingen                                                             |
| 1925, 7. April     | Nellingen      | Hermann Kissling                   | Kunsthistoriker                                                                                           |
| 1945, 9. März      | Kemnat         | Hartmut Haupt                      | Fußballspieler                                                                                            |
| 1954, 26. Mai      | Scharnhausen   | Thomas Weber                       | Ingenieur, von 2004 bis 2016 Vorstandsmitglied der Daimler AG                                             |
| 1957, 17. Februar  |                | Günther Illi                       | Komponist                                                                                                 |
| 1967, 9. November  | Nellingen      | Thilo Rentschler                   | Politiker (SPD) und Betriebswirt                                                                          |
| 1970, 26. Mai      | Ruit           | Ralph Bergmann                     | Volleyball-Nationalspieler                                                                                |
| 1970, 20. Oktober  | Ruit           | Anna Katharina Hahn                | Schriftstellerin                                                                                          |
| 1970, 12. Dezember | Ruit           | Arne Niederbacher                  | Soziologe und Schreiner                                                                                   |
| 1971               | Ruit           | Marcus Michalski                   | Schauspieler                                                                                              |
| 1972, 22. Oktober  | Ruit           | Marc Kienle                        | Fußballspieler und -trainer                                                                               |
| 1974, 25. Oktober  | Ruit           | Christine Emmerich                 | Fernsehjournalistin                                                                                       |

#### Seit 1975 (Gründung von Ostfildern)
| Geburtsjahr, -tag   | Name                           | bekannt als                                   |
| ------------------- | ------------------------------ | --------------------------------------------- |
| 1975, 7. Februar    | Matthias Landfried             | Tischtennistrainer                            |
| 1975, 15. Mai       | Brigitte Zeh                   | Schauspielerin                                |
| 1976                | Ivo Hentschel                  | Dirigent und Pianist                          |
| 1978, 14. Juli      | Johannes Kretschmann           | Politiker (Bündnis 90/Die Grünen)             |
| 1978, 6. September  | Danny Fresh, geb. Daniel Ohler | Rapper                                        |
| 1978, 28. November  | Christian Julmi                | Wirtschaftswissenschaftler und Autor          |
| 1980, 9. Februar    | Cassandra Steen                | US-amerikanische Soulsängerin                 |
| 1980, 7. Juli       | Beren Tuna                     | Schauspielerin und Regisseurin                |
| 1981, 19. Februar   | Julia Domenica                 | Schauspielerin                                |
| 1981, 21. Juli      | Stefan Schumacher              | Radrennfahrer                                 |
| 1981, 3. November   | Martin Cimander                | Fußballspieler und -trainer                   |
| 1982, 3. Mai        | Tobias Rathgeb                 | Fußballspieler und -trainer                   |
| 1983, 27. Juli      | Silke Gebel                    | Politikerin (B’90/Grüne)                      |
| 1984, 13. August    | Siobhan Byrne                  | irische Säbelfechterin                        |
| 1985, 16. Oktober   | Manuel Späth                   | Handballnationalspieler                       |
| 1988, 25. Januar    | Linda Stark                    | Sängerin und Songwriterin                     |
| 1989, 5. August     | Amy Atkinson                   | guamische Fußballspielerin und Leichtathletin |
| 1989, 20. August    | Alena Gerber, geb. Fritz       | Model, Moderatorin und Schauspielerin         |
| 1991, 1. August     | Moritz Kuhn                    | Fußballspieler                                |
| 1993, 10. November  | Alexander Ketzer               | Biathlet                                      |
| 1994, 2. August     | Jona Schoch                    | Handballspieler                               |
| 1994, 6. September  | Erich Berko                    | Fußballspieler                                |
| 1996, 25. September | Michael Fink                   | Eishockeyspieler                              |
| 2002, 5. November   | Fablo                          | DJ und Musikproduzent                         |
| 2004, 23. März      | Helena Dornheim                | Volleyballspielerin                           |
| 2008, 21. März      | Helen Kevric                   | Turnerin                                      |

### Mit Ostfildern verbunden
| Geburts-Jahr, Tag  | Name                 | bekannt als |
| ------------------ | -------------------- | --- |
| 1926, 28. Februar  | Ernst Waldemar Bauer | Fernseh- und Hörfunkpublizist, lebte bis zu seinem Tod am 4. Juni 2015 in Ostfildern |
| 1927, 25. Mai      | Richard Möll         | Sportlehrer und Sportfunktionär, unter anderem Hauptgeschäftsführer des Landessportverbands Baden-Württemberg, wohnte in Ostfildern                                                                   |
| 1935, 2. September | Hans Peter Braun     | lebte in Ostfildern |
| 1953               | Klaus Illi           | Bildhauer, lebt und arbeitet in Ostfildern |
| 1953, 6. Dezember  | Rolf Brack           | Handballspieler und -trainer, lebte bis zu seinem Tod am 20. März 2023 in Ostfildern-Scharnhausen; dort ist eine Straße nach ihm benannt                                                              |
| 1959, 1. Januar    | Abdul Ahad Momand    | ehemaliger Kampfpilot und Kosmonaut. Er war der erste Raumfahrer aus Afghanistan; 1988 verbrachte er mehrere Tage an Bord der sowjetischen Raumstation Mir; lebt seit 1993 in Ostfildern-Scharnhausen |
| 1984, 4. Januar    | David Preisendanz    | Mitglied des Deutschen Bundestages (CDU) |
| 1986               | Sebastian Manz       | Solo-Klarinettist und Komponist, wohnt in Ruit |
| 1996, 6. Juni      | Alexander Rossipal   | Fußballspieler, wuchs in Ostfildern auf und spielte beim TV Kemnat |

## Trivia
In der am 18. Januar 2021 erstmals ausgestrahlten Tatort-Episode Das ist unser Haus war das fiktive Wohnprojekt Oase Ostfildern Schauplatz. Die Dreharbeiten fanden allerdings in Karlsruhe statt.